# Хольтей, Карл фон
Карл фон Хольтей (нем. Karl von Holtei; 24 января 1798, Бреслау — 12 февраля 1880, Бреслау) — немецкий актёр, поэт, писатель, драматург и либреттист.

## Биография
Карл фон Хольтей родился 24 января 1798 года в городе Бреслау; происходил из курляндского дворянского рода, сын гусарского офицера. По окончании гимназии в 1815 году успел поступить добровольцем в прусскую армию, но в связи с окончанием войны вернулся домой и начал приготовления к поступлению на факультет права в Университете Бреслау, однако в 1816 г. оставил эти планы и ушёл актёром в придворный театр графа Герберштейна в Графенорте. Поначалу он работал только здесь, а после женитьбы на актрисе Луизе Роже в 1821 году — также и в Берлине. Первые комедии фон Хольтея, в том числе «Русский в Германии» (нем. Der Russe in Deutschland), были поставлены в графском театре.

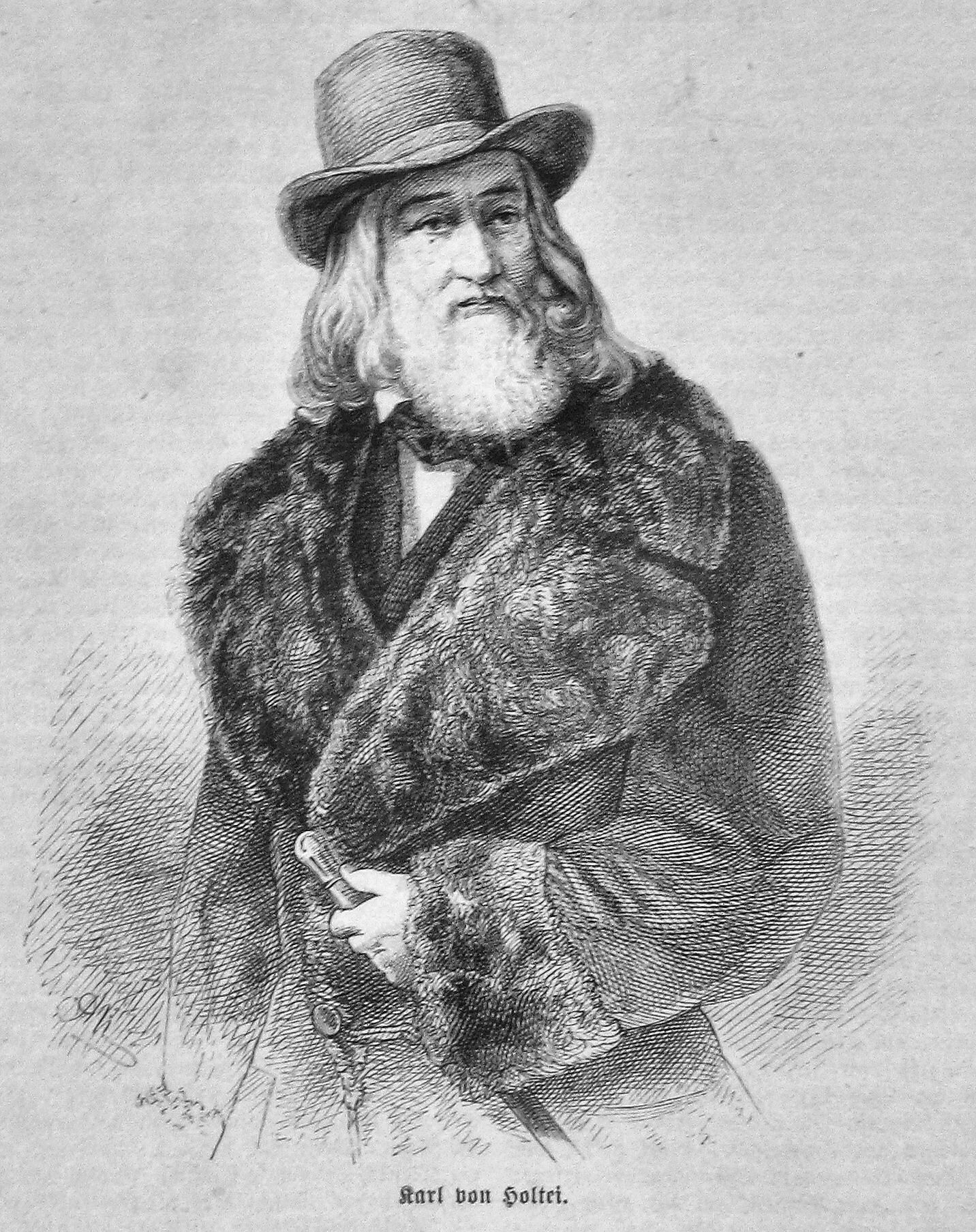
Карл фон Хольтей (1873)

В 1824 году фон Хольтей занял должность штатного драматурга в новом Кёнигштедтском театре Берлина, где с успехом прошли его пьесы «Ве́нец в Берлине» (нем. Die Wiener in Berlin; 1824) и «Берлинец в Вене» нем. Die Berliner in Wien; 1825); в это же время он дебютировал как либреттист, сочинив вместе с композитором Карлом Вильгельмом Хеннингом оперу «Старый полководец» (нем. Der alte Feldherr; 1826), а несколько позже с композитором Францем Йозефом Глезером — оперу «Орлиное гнездо» (нем. Des Adlers Horst; 1832), не сходившую с различных европейских сцен около полувека — отчасти благодаря смелости либретто, в котором впервые был выведен на сцене образ матери-одиночки. Посетивший Берлин в 1826 году Жак Франсуа Ансло сообщал, что фон Хольтей «ввёл у себя на родине жанр водевиля» и что его «прозвали немецким Скрибом и хвалят за изящную простоту, изобретательность и плодовитость». В перерывах своей берлинской карьеры фон Хольтей выступал также как актёр, чтец-декламатор (как классического, особенно шекспировского репертуара, так и собственных сочинений), режиссёр и театральный менеджер в Дармштадте, Париже, Гамбурге, Дрездене, Мюнхене, Вене, Бадене. Кроме того, фон Хольтей нередко бывал в Веймаре у Гёте и был дружен с его сыном Августом.
В 1837—1841 гг. фон Хольтей работал в Риге, возглавив в качестве директора новый театр. Этот эпизод в его жизни чаще всего попадает в поле зрения современных исследователей, поскольку музыкальным руководителем своего театра фон Хольтей пригласил молодого Рихарда Вагнера. Как писал биограф Вагнера Ганс Галь, «в распоряжении Вагнера, к этому времени опытного капельмейстера, овладевшего всем ходовым репертуаром, находилась труппа, способная на гораздо большее, так что иногда осуществлялись постановки, доставлявшие ему удовольствие». Тем не менее, уже через два года Вагнер поссорился с фон Хольтеем, наделал долгов и бежал из Риги; в том же 1839 году умерла вторая жена фон Хольтея, также выступавшая с ним на одной сцене Юлия Хольцбехер. По возвращении из Риги фон Хольтай некоторое время руководил театром в своём родном Бреслау, выступал в различных городах Германии и Австрии, а в 1847 году осел в Граце, где жила его дочь.
С конца 1840-х гг. фон Хольтей работал преимущественно над прозой. Роман «Убийство в Риге» (нем. Ein Mord in Riga) считается одним из первых образцов криминального жанра в немецкой литературе. На автобиографическом материале графенортского периода построен роман фон Хольтея «Христиан Ламмфелль» (нем. Christian Lammfell; 1853), на опыте актёрской жизни — роман «Последний комедиант» (нем. Der letzte Komödiant; 1863). Кроме того, в 1843—1850 гг., задолго до конца жизни, фон Хольтей опубликовал восемь томов воспоминаний. С 1863 г. он снова жил в Бреслау, отметив возвращение выпуском книги записок «Ещё один год в Силезии» (нем. Noch ein Jahr in Schlesien; 1864). До конца жизни фон Хольтей пользовался признанием современников: его 80-летие было широко отмечено, сборник «Силезские стихи» в 1893 году вышел 20-м изданием.
Карл фон Хольтей умер 12 февраля 1880 года в родном городе. 